# Wiesenberg (Dallenwil)

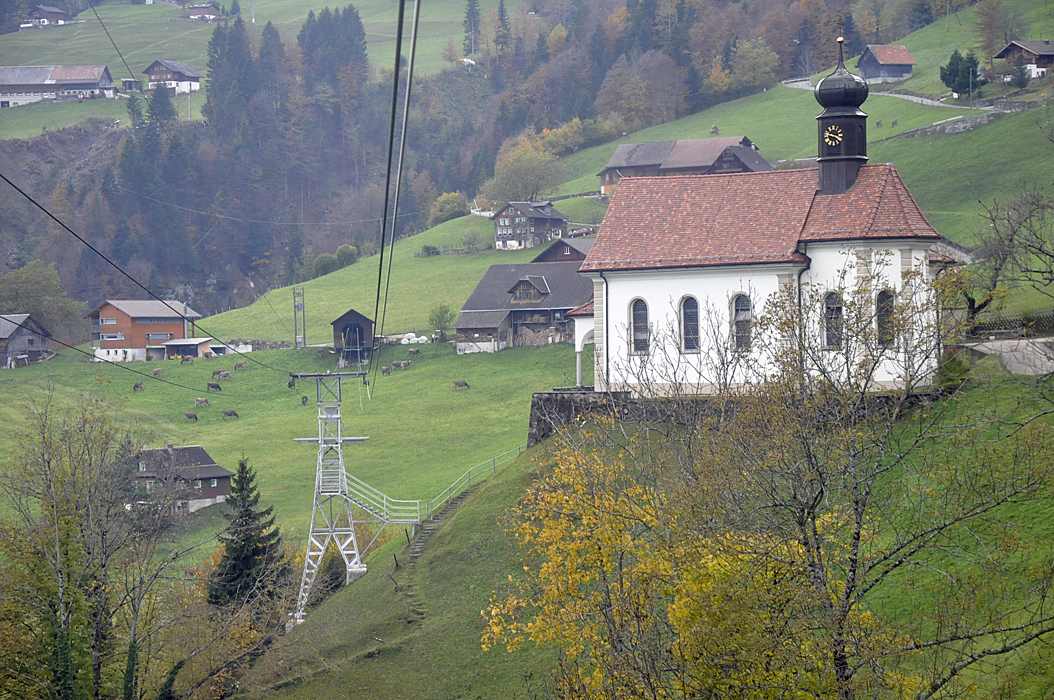
Wiesenberg mit Marienkapelle

Wiesenberg liegt in Nidwalden in der Schweiz und gehört zur politischen Gemeinde Dallenwil.

## Geographie
Wiesenberg erstreckt sich entlang der Ostflanke des Stanserhorns zwischen 1'000 und 1'500 m inklusive Alpen. Die Hochterrasse wird von Bächen markant durchschnitten.

## Zum Namen
Der Name Wiesenberg (in der Nidwaldner Mundart als Wisibärg ausgesprochen) bleibt rätselhaft. Die heutige Schreibung beruht auf einer volksetymologischen Deutung. Ein Zusammenhang mit nhd. Wiese scheint unwahrscheinlich, da der «Wiesen»-Name als erratischer Block mitten im «Matten»-Gebiet nicht zu erklären ist. Die ältesten Belege vor 1330 beginnen alle mit «Wiso-», das dann später durch «Wisa-» abgelöst wird.

## Bevölkerung

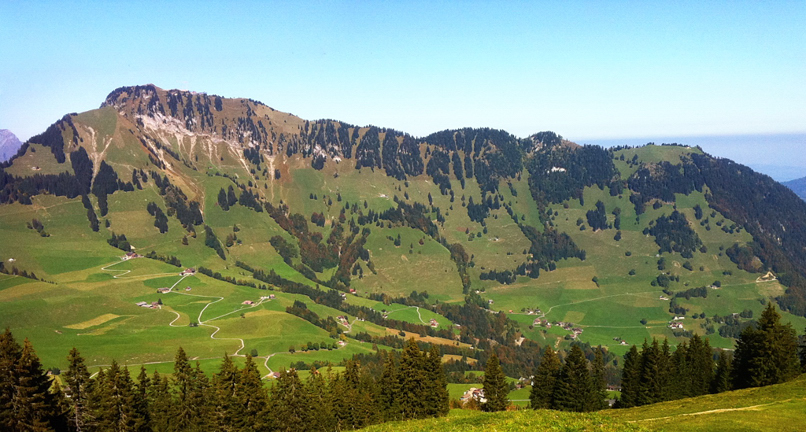
Wiesenberg von der Gummenalp aus gesehen, 2011

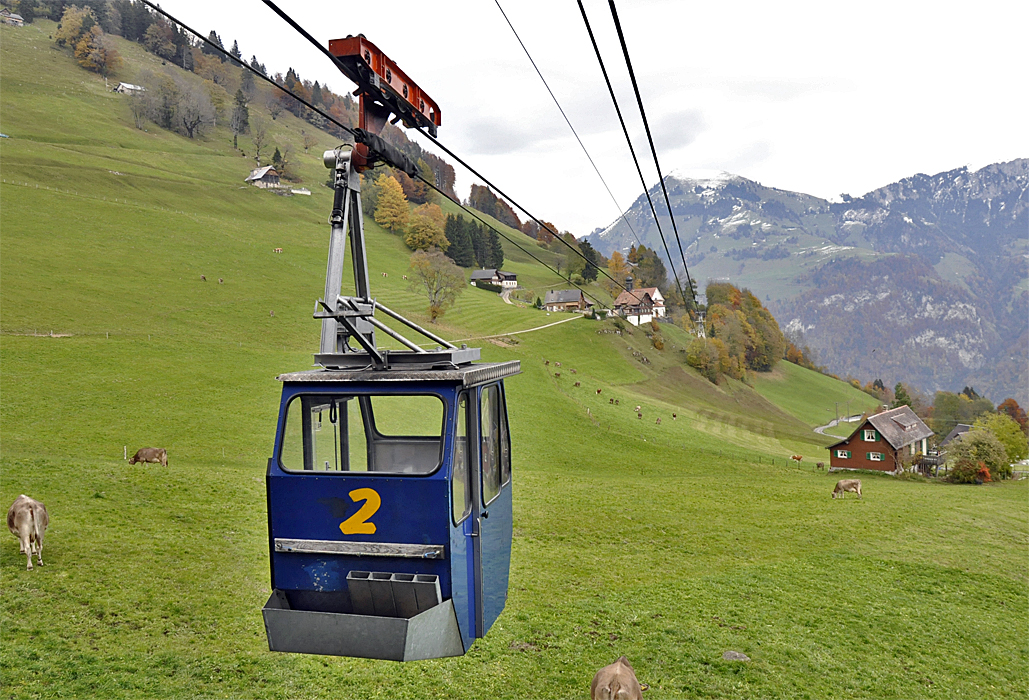
Luftseilbahn Dallenwil-Wiesenberg

Ungefähr 90 Personen bilden die ständige Wohnbevölkerung. Mehrheitlich sind diese in der Landwirtschaft tätig. Zunehmend ist der Anteil derjenigen, die im Tal der Arbeit nachgehen. Alpmilchwirtschaft, die damit verbundene Käseherstellung und der Tourismus bestimmen das wirtschaftliche Leben.

## Verkehr
Für Touristen und Besucher ist Wiesenberg über die Luftseilbahn Dallenwil–Wiesenberg sowie über die Luftseilbahn Dallenwil–Wirzweli vom Wirzweli her erreichbar. Weiterhin verbindet die Wiesenbergstrasse als schmale, einspurige, nur ausserhalb der Wintermonate öffentlich befahrbare Strasse Wiesenberg mit Dallenwil und über das Ächerli mit Kerns im Kanton Obwalden.

## Tourismus/Freizeit
Wiesenberg gehört zum Tourismusgebiet Wiesenberg/Wirzweli. Vom Frühjahr bis Herbst ist Wiesenberg der Ausgangspunkt für Wanderungen zum Stanserhorn, Wirzweli, Gummen und über das Ächerli nach Obwalden. Des Weiteren sind die Marienkapelle in Wiesenberg und auf dem Ächerli die Kapelle Holzwang beliebte Ziele.
Zum Winter in Wiesenberg gehören Schneeschuhwanderungen, Schlittenfahren und Fondueabende in den  Alp- und  Gastwirtschaften. Der klassische Skitourismus fehlt.
Schweizweit bekannt ist der Jodlerklub Wiesenberg.